# Rhachiocephalus
Rhachiocephalus è un genere estinto di terapsidi, appartenente ai terapsidi. Visse nel Permiano superiore (circa 258 - 254 milioni di anni fa) e i suoi resti fossili sono stati ritrovati in Africa (Sudafrica e Tanzania).

## Descrizione
Questo animale era di grandi dimensioni, e la specie Rhachiocephalus behemoth poteva raggiungere i 2,5 metri di lunghezza. Fu uno dei più grandi dicinodonti del periodo Permiano. Il solo cranio era lungo mezzo metro. Al contrario di quello di molti altri dicinodonti, il cranio di Rhachiocephalus era lungo e basso. Altra differenza rispetto alla maggior parte dei dicinodonti era la mancanza dei due grandi denti simili a zanne nella mascella superiore. Al loro posto erano presenti due grandi speroni ossei, presenti anche in forme simili di dimensioni minori (come Oudenodon). 

## Classificazione
I primi fossili di questo animale vennero descritti nel 1876 da Richard Owen, con il nome di Oudenodon magnus, e provenivano da strati del Permiano superiore del Sudafrica. Fu poi Harry Govier Seeley nel 1898 a ridescrivere questi fossili, attribuendoli a un nuovo genere di dicinodonte, Rhachiocephalus. 
A questo genere vennero ascritti altre specie, sulla base di fossili provenienti dal Sudafrica (R. whaitsi, R. rubidgei) e dalla Tanzania (R. usiliensis), attualmente considerate sinonimo di R. magnus. Dalla Tanzania provengono anche i fossili, consistenti in un cranio parziale, della specie R. behemoth (Maisch, 2005), che doveva essere di dimensioni considerevoli: con una lunghezza di circa 2,5 metri era uno dei più grandi dicinodonti del Permiano.

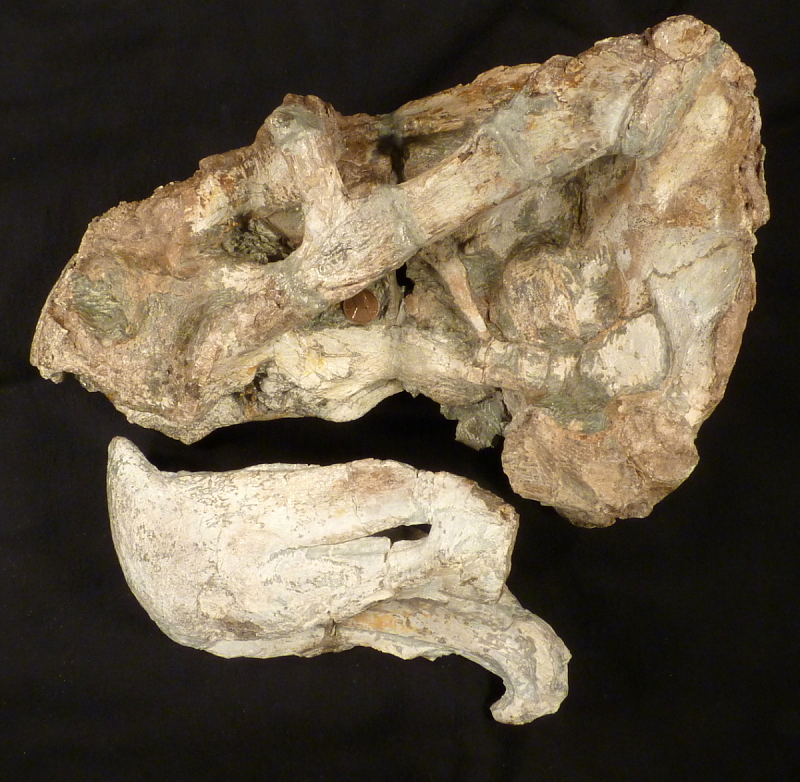
Cranio di Rhachiocephalus

Rhachiocephalus dà il nome a una famiglia di dicinodonti permiani (Rhachiocephalidae), considerati piuttosto specializzati rispetto ad altre forme primitive come Robertia o lo stesso Dicynodon.